# Гаус, Гюнтер

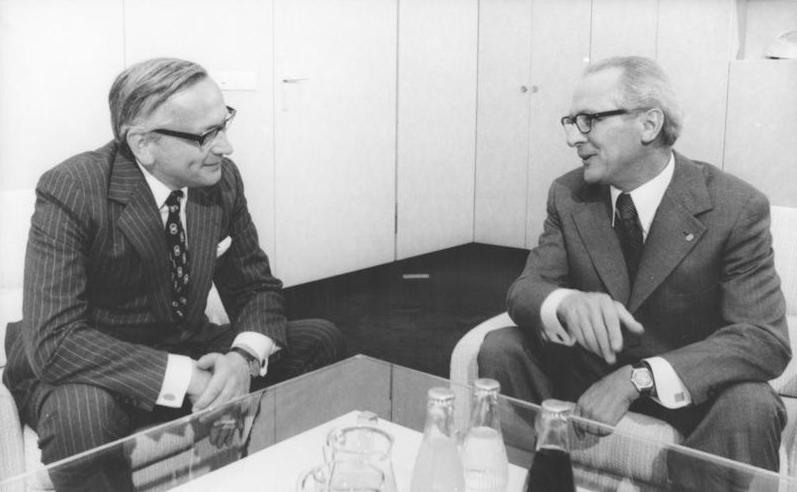
Постоянный представитель ФРГ в ГДР Гюнтер Гаус на переговорах с председателем Госсовета ГДР Эрихом Хонеккером. 1974

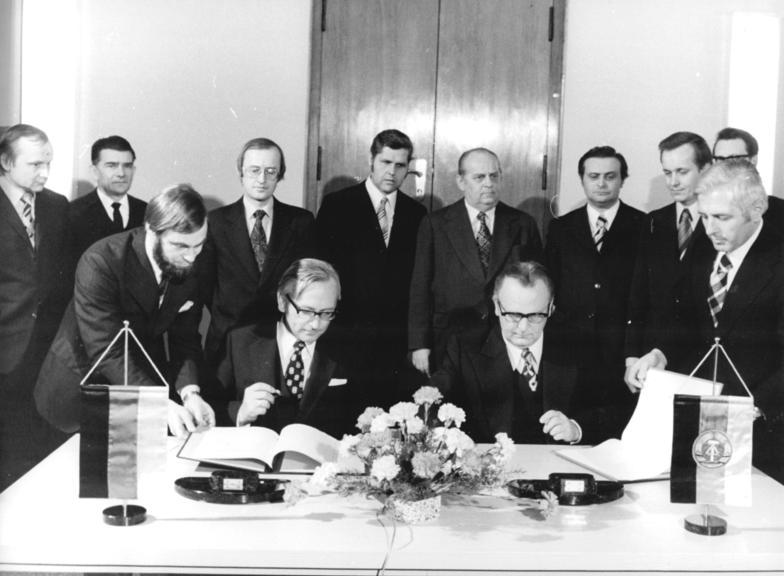
Гюнтер Гаус (слева) подписывает протокол о транзитных сборах. 1975

Гю́нтер Курт Ви́лли Га́ус (нем. Günter Kurt Willi Gaus; 23 ноября 1929, Брауншвейг — 14 мая 2004, Альтона) — немецкий журналист, публицист, дипломат и политик. Постоянный представитель ФРГ в ГДР в 1974—1981 годах. Член СДПГ в 1976—2001 годах.

## Биография
Гюнтер Гаус — сын торговца, вырос в Брауншвейге. По окончании школы изучал германистику и историю в Мюнхенском университете, одновременно занимаясь журналистикой. В 1950—1960-е годы Гаус работал в нескольких ежедневных и еженедельных изданиях, в том числе в Der Spiegel и Süddeutsche Zeitung, где в 1961—1965 годах занимал должность политического редактора.
Гюнтер Гаус получил известность благодаря серии телепередач «О персоне», премьера которой состоялась 10 апреля 1963 года на канале ZDF. В ходе интервью Гаус создавал портреты своих гостей: политиков, учёных, деятелей искусства, причём сам Гаус часто оставался за кадром.
В 1965—1968 годах Гаус занимал должность программного директора радио- и телевещания Südwestfunk, в 1966 году также руководил работой политического тележурнала Report Baden-Baden. В середине 1960-х годов выпустил несколько книг, в которых чётко отразил своё отношение к современной политической обстановке, и в 1969 году был приглашён на должность шеф-редактора журнала Der Spiegel. Гаус и находившееся под его началом издание поддержали восточную политику социал-либеральной коалиции в правительстве Германии.
В 1973 году Гаус заявил о себе в политике, заняв пост статс-секретаря в ведомстве федерального канцлера ФРГ с тем, чтобы стать первым главой постоянного представительства Федеративной Республики Германии в ГДР после вступления в силу Основополагающего договора и учреждения постоянного представительства в 1974 году. Гаус проработал на этой должности вплоть до 1981 года, став главным переговорщиком со стороны ФРГ с правительством ГДР и обеспечив значительное развитие отношений между двумя германскими государствами. К заслугам Гауса следует отнести 17 заключённых соглашений, предусматривавших, к примеру, строительство автомобильной трассы между Гамбургом и Берлином и упрощение транзитного сообщения  между Западным Берлином и ФРГ по территории ГДР.
В 1976 году Гюнтер Гаус вступил в Социал-демократическую партию Германии. В 1981 году, передав полномочия постоянного представителя Клаусу Бёллингу, Гюнтер Гаус некоторое время занимал должность сенатора по вопросам науки и искусства в Берлине. После поражения СДПГ на выборах в городское собрание Берлина в 1981 году Гюнтер Гаус вновь обратился к журналистской деятельности.
В 1980-е годы Гаус написал несколько книг, посвящённых положению ФРГ, отношениям между двумя германскими государствами и политике безопасности. Творчество Гауса было удостоено нескольких наград. С 1990 года Гюнтер Гаус выступал соиздателем левой еженедельной газеты Freitag и научного ежемесячного журнала Blätter für deutsche und internationale Politik. Гаус критически относился к воссоединению Германии, неоднократно указывая на отсутствие «внутреннего единства».
В 2001 году Гюнтер Гаус вышел из рядов СДПГ из-за заявления федерального канцлера Герхарда Шрёдера о «безоговорочной поддержке американского правительства во главе с Джорджем Бушем».
До своей смерти в мае 2004 года Гаус проживал в Райнбеке под Гамбургом. Гюнтера Гауса похоронили на Доротеенштадтском кладбище в Берлине. Оставшиеся незаконченными мемуары Гауса были опубликованы в год его смерти.
Дочь Гюнтера Гауса Беттина также посвятила себя журналистике, с 1999 года является политическим корреспондентом берлинской газеты die tageszeitung.

## Сочинения
- Bonn ohne Regierung?. 1965.
- Staatserhaltende Opposition oder hat die SPD kapituliert? Gespräche mit Herbert Wehner. Rowohlt, Reinbek 1966.
- Wo Deutschland liegt. Eine Ortsbestimmung. Hoffmann und Campe, Hamburg 1983, ISBN 3-455-08694-2.
- Deutschland und die Nato. 1984.
- Die Welt der Westdeutschen. 1986.
- Deutschland im Juni. 1988.
- Wendewut. Eine Erzählung. Hoffmann und Campe, Hamburg 1990, ISBN 978-3-455-08379-8.
- Was bleibt, sind Fragen. Die klassischen Interviews. Verlag Das Neue Berlin, Berlin 1992, ISBN 3-360-01012-4.
- Zur Person. Zeugen der Geschichte. Verlag Das Neue Berlin, Berlin 2001. ISBN 3-360-01025-6.
- Widersprüche. Erinnerungen eines linken Konservativen. Propyläen, Berlin 2004. ISBN 3-549-07181-7.